# Mike Burton
Michael („Mike”) Jay Burton (ur. 3 lipca 1947 w Des Moines) – amerykański pływak. Wielokrotny medalista olimpijski.
Specjalizował się w stylu dowolnym. W igrzyskach brał udział dwukrotnie, startował w Meksyku i Monachium, łącznie zdobył trzy złote medale. Podczas IO 68 zwyciężył w wyścigach na 400 i 1500 metrów. Cztery lata później obronił tytuł na dystansie 1500 m jako pierwszy pływak w historii. Wielokrotnie bił rekordy świata. 

## Starty olimpijskie
Meksyk 1968
- 400 m kraulem, 1500 m kraulem – złoto

Monachium 1972
- 1500 m kraulem – złoto